# Commersonia salviifolia
Commersonia salviifolia är en malvaväxtart som beskrevs av Ferdinand von Mueller. Commersonia salviifolia ingår i släktet Commersonia och familjen malvaväxter. Inga underarter finns listade i Catalogue of Life.